# Boulevard Saint-Martin
Il boulevard Saint-Martin è uno dei Grands Boulevards di Parigi che segna il confine tra il III e il X arrondissement. Lungo 470 m (e largo 33) va da Place de la République alla Porte Saint-Martin.
È servito dalle stazioni della metropolitana di: Strasbourg-Saint-Denis e République.

## Storia
Come l'insieme dei Grands Boulevards di Parigi esso è stato costruito sulle vestigia della demolizione della cinta di Carlo V nella seconda metà del XVII secolo. Esso ha tuttavia una peculiarità: la sede stradale è stata abbassata per facilitare la circolazione delle carrozze e di altri mezzi di trasporto ippotrainati per evitare pendenze troppo elevate. Ciò ha comportato che i marciapiedi, rimasti al loro livello iniziale, sono più alti della sede stradale, fino a circa 2 m di dislivello.

## Luoghi di particolare interesse
- Porte Saint-Martin, classificata Monumento storico di Francia[1].
- Teatro della Porte-Saint-Martin, classificato Monumento storico di Francia.[2]
- Théâtre de la Renaissance, classificato monumento storico di Francia.[3]
- al N. 29 è nato Georges Méliès; l'evento è ricordato da una placca muraria davanti al numero civico.
- Al numero civico 1 si trova il Caveau de la République, celebre cabaret fondato nel 1901.